# Поље (Бусовача)
Поље је насељено мјесто у општини Бусовача, Босна и Херцеговина.

## Становништво
|             | 2013.        | 1991.        |
| Укупно      | 750 (100,0%) | 729 (100,0%) |
| Хрвати      | 744 (99,20%) | 709 (97,26%) |
| Срби        | 6 (0,800%)   | 5 (0,686%)   |
| Југословени | –            | 8 (1,097%)   |
| Остали      | –            | 7 (0,960%)   |